# هالالا (هاوایی)
هالالا (به انگلیسی: Halaula) یک منطقهٔ مسکونی در ایالات متحده آمریکا است که در شهرستان هاوایی، هاوایی واقع شده‌است. هالالا ۷٫۶۲ کیلومتر مربع مساحت و ۴۶۹ نفر جمعیت دارد و ۷۹ متر بالاتر از سطح دریا واقع شده‌است.